# كاتانيس
كاتانيس هي حلوى شوكولاتة من فيلافرانكا ديل بينيديس وبعض المدن الإسبانية، مصنوعة يدوياً من ملكة اللوز، مارادونا البحر الأبيض المتوسط.

## المكونات
يتم تحميصها وتغطيتها بالكراميل ثم بطبقة سميكة من الشوكولاتة البيضاء، وخليط من اللوز والبندق والحليب، ويتم تغطيتها بطبقة رقيقة من مسحوق الشوكولاتة السوداء، مع القليل من السكر البودرة.

## تقديمها
غالبًا ما يتم تقديمها كهدية أو تقديمها بجانب القهوة بعد وجبة الطعام.